# Reggie Jackson (baseballista)
Reginald Martinez Jackson (ur. 18 maja 1946) – amerykański baseballista, który występował na pozycji prawozapolowego przez 21 sezonów w Major League Baseball.
Jackson studiował na Arizona State University, gdzie w 1966 grał w drużynie uniwersyteckiej Arizona State Sun Devils. W czerwcu 1966 został wybrany w pierwszej rundzie draftu z numerem drugim przez Kansas City Athletics i początkowo występował w klubach farmerskich tego zespołu, między innymi w Birmingham A's, reprezentującym poziom Double-A. W MLB zadebiutował 9 czerwca 1967 w meczu przeciwko Cleveland Indians. Dwa lata później po raz pierwszy w karierze wystąpił w Meczu Gwiazd.
W All-Star Game rozegranym 13 lipca 1971 roku na Tiger Stadium w Detroit, w drugiej połowie trzeciej zmiany przy stanie 0–3 dla National League jako pinch hitter (zastąpił miotacza Vidę Blue), zdobył dwupunktowego home runa; ostatecznie American League odnieśli zwycięstwo 6–4. W 1972 po raz pierwszy w karierze zwyciężył w World Series, w których Athletics pokonali Cincinnati Reds 4–3. W sezonie 1973 zwyciężając w American League między innymi pod względem liczby zdobytych home runów (32) i zaliczonych RBI (117), a także mając najlepszy wskaźnik slugging percentage (0,531), został wybrany najbardziej wartościowym zawodnikiem. Będąc zawodnikiem Athletics w World Series wystąpił jeszcze dwukrotnie: w 1973 (wygrana z New York Mets 4–3) i w 1974 (wygrana z Los Angeles Dodgers 4–1).
W kwietniu 1976 w ramach wymiany zawodników przeszedł do Baltimore Orioles, zaś w listopadzie 1976 jako wolny agent podpisał kontrakt z New York Yankees, z którym zdobył dwa tytuły mistrzowskie w 1977 i 1978 roku. Grał jeszcze w California Angels i ponownie w Oakland Athletics, w którym zakończył karierę. W 1993 został wybrany do Galerii Sław Baseballu.
| Nagroda/wyróżnienie             | Lata                                                                               | Źródło                            |
| MVP American League             | 1973                                                                               | [ 6 ]                             |
| 14× All-Star                    | 1969, 1971, 1972, 1973, 1974, 1975, 1977, 1978, 1979, 1980, 1981, 1982, 1983, 1984 | [ 4 ]                             |
| 2× Silver Slugger Award         | 1980, 1982                                                                         | [ 15 ]                            |
| 5× zwycięzca w World Series     | 1972, 1973, 1974, 1977, 1978                                                       | [ 9 ] [ 10 ] [ 11 ] [ 12 ] [ 13 ] |
| 2× World Series MVP             | 1973, 1977                                                                         | [ 16 ]                            |
| Babe Ruth Award                 | 1977                                                                               | [ 17 ]                            |
| Baseball Hall of Fame           | od 1993                                                                            | [ 14 ]                            |
| # 9 zastrzeżony przez Athletics | 2004                                                                               | [ 18 ]                            |
| # 44 zastrzeżony przez Yankees  | 1993                                                                               | [ 19 ]                            |